# 上味見村
上味見村（かみあじみむら）は福井県大野郡にあった村。現在の福井市の南東端、国道476号沿線にあたる。

## 地理
- 山岳 ： 草間岳、飯降山

## 歴史
- 1889年（明治22年）4月1日 - 町村制の施行により、大野郡河内村、神当部村、南野津又村、中ノ手村、小当見村及び西市布村の区域をもって、大野郡上味見村が発足する。
- 1955年（昭和30年）2月11日 - 大野郡芦見村、羽生村、上味見村、下味見村、足羽郡上宇坂村及び下宇坂村が合併して、足羽郡美山村が発足する。